# Municipio de Spring Prairie
El municipio de Spring Prairie (en inglés: Spring Prairie Township) es un municipio ubicado en el condado de Clay en el estado estadounidense de Minnesota. En el año 2010 tenía una población de 368 habitantes y una densidad poblacional de 3,99 personas por km².

## Geografía
El municipio de Spring Prairie se encuentra ubicado en las coordenadas 46°56′4″N 96°29′2″O / 46.93444, -96.48389. Según la Oficina del Censo de los Estados Unidos, el municipio tiene una superficie total de 92.19 km², de la cual 92,15 km² corresponden a tierra firme y (0,04 %) 0,04 km² es agua.

## Demografía
Según el censo de 2010, había 368 personas residiendo en el municipio de Spring Prairie. La densidad de población era de 3,99 hab./km². De los 368 habitantes, el municipio de Spring Prairie estaba compuesto por el 97,28 % blancos, el 0,27 % eran afroamericanos, el 2,17 % eran asiáticos y el 0,27 % eran de una mezcla de razas. Del total de la población el 0,27 % eran hispanos o latinos de cualquier raza.